# 날 (도구)

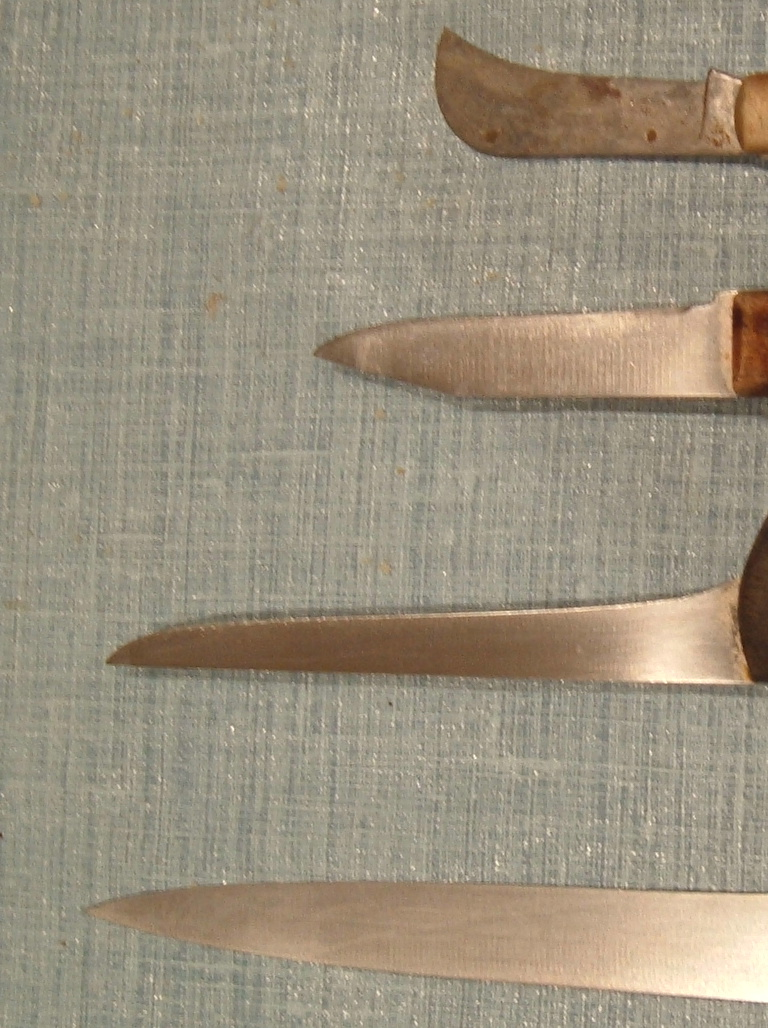
칼의 날

날(blade)은 표면이나 물질에 구멍을 뚫거나 절단하기 위해 설계된 뾰족한 부분이 있는 도구나 무기, 기계의 일부이다. 날은 도구, 무기 또는 기계의 날카로운 절단 부분으로, 표면이나 재료에 구멍을 뚫고, 자르고, 썰거나 긁기 위해 특별히 설계되었다. 날은 일반적으로 절단하려는 재료보다 더 단단한 재료로 만들어진다. 여기에는 부싯돌이나 흑요석과 같은 조각난 돌로 만든 초기 사례가 포함되며, 시대를 거쳐 구리, 청동, 철과 같은 금속 형태로 진화하고 강철이나 세라믹으로 만든 현대 버전으로 정점에 이르다. 인류의 가장 오래된 도구 중 하나인 날은 전투, 요리, 기타 다양한 일상 및 전문 작업을 포함하여 계속해서 광범위한 응용 분야를 가지고 있다.
날은 절삭날에 힘을 집중시켜 기능한다. 빵칼과 톱에서 발견되는 톱니 모양의 가장자리와 같은 디자인 변형은 특정 기능과 재료에 맞게 날을 조정하여 이러한 힘 집중을 향상시키는 역할을 한다. 따라서 날은 재료 기술과 유용성의 진화를 반영하여 역사적으로나 현대 사회에서 중요한 위치를 차지하고 있다.

## 같이 보기
- 날붙이
- 도검